# Y las montañas hablaron
Y las montañas hablaron (inglés: And the Mountains Echoed) es la tercera novela escrita en inglés por el estadounidense de origen afgano Khaled Hosseini. Publicada originalmente en mayo de 2013 por Riverhead Books, y traducida por Ediciones Salamandra, la novela se desvía del estilo de Hosseini en sus dos primeras obras, al elegir evitar centrarse en un solo personaje. Más bien, el libro está escrito de manera similar a una colección de historias cortas, en la que cada uno de los nueve capítulos está narrado desde la perspectiva de un personaje diferente. El fondo del libro se basa en la relación entre un niño de diez años de edad, Abdulá, y su hermana de tres años, Pari, y la decisión de su padre de venderla a una pareja sin hijos en Kabul, un hecho que une a los diversos relatos que componen la obra.
Hosseini manifestó sus intenciones de hacer a los personajes más complejos y moralmente ambiguos. Siguiendo con el tema familiar establecida en sus novelas anteriores, Cometas en el Cielo y Mil soles espléndidos, Y las montañas hablaron se centra en la relación entre hermanos. Además de Abdulá y Pari, Hosseini introdujo otra pareja de hermanos (la formada por la madrastra de los niños, Parwana, y su hermana discapacitada, Masuma), así como una pareja de primos (la integrada por un médico afgano-americano, llamado Idris, y su primo Timur).
Como era la tercera novela de Hosseini que se publicaba en seis años, Y las montañas hablaron era un libro muy esperado. Recibió críticas favorables previas a la publicación y se prevé que sea otro éxito de ventas. De hecho, ya antes de su publicación se situó entre los diez más reclamados en Amazon.com, y más tarde se convirtió en un éxito de ventas. Cinco meses después de la publicación de Y las montañas hablaron, se informó de que se habían vendido tres millones de copias.

## Composición y publicación
Khaled Hosseini nació en Afganistán, pero abandonó el país en 1976 a la edad de 11 años. Con el tiempo se trasladó a Estados Unidos, donde trabajó como médico. Escribió su primera novela, Cometas en el Cielo, en 2003 y se convirtió en un escritor a tiempo completo un año y medio más tarde. Publicó su segundo libro, Mil Soles Espléndidos, en 2007. Ambas novelas conocieron un gran éxito, y en el momento de su tercera publicación esas dos primeras obras habían vendido juntas más de 38 millones de copias en 70 países.
Hosseini primero comenzó a considerar la trama de Y las montañas hablaron durante un viaje en el 2007 a Afganistán con la Agencia de Refugiados de la ONU. Una vez allí, oyó historias de varios ancianos de una aldea sobre las muertes de los jóvenes, los niños pobres durante los inviernos, lo que le inspiró el acontecimiento fundamental de la novela: la decisión de unos padres de vender a uno de sus hijos para evitar que muera por el frío invernal. La novela comenzó muy, muy pequeña, y se inició con una sola imagen en mi cabeza que yo simplemente no podía apartar. Era la imagen de un hombre caminando a través del desierto, tirando de un carrito rojo, en el que hay una niña de unos 3 años de edad, y un muchacho que camina detrás de él, y estas tres personas están caminando a través del desierto. Hosseini originalmente lo planeó para ser escrito en una forma lineal similar a sus novelas anteriores pero, durante el proceso de escritura, se amplió para cubrir una serie de historias interconectadas que rodean un gran número de personajes que no están directamente relacionados los unos con los otros. Comparando el proceso con un árbol, declaró que la historia "solo se diversificó" y "se hizo más grande y más grande a medida que avanzaba".
Como es su esquema, Hosseini se basó en sus primeras experiencias en Afganistán para crear la base del libro. Afirmó que sus sucesivos viajes a Afganistán influyeron también en su escritura, aunque fuese involuntariamente. Por ejemplo, durante una visita de 2009 conoció a dos jóvenes hermanas en una aldea remota fuera de Kabul. La mayor, a quién calculó unos seis años de edad, actuó como una figura materna para la más joven. Hosseini dijo que su vínculo fue el fundamento de la relación entre Abdulá y Pari en la novela.
Y las montañas hablaron se convirtió en el primer libro del escritor en no tratar directamente de los talibanes, lo cual lo diferencia de sus dos trabajos anteriores. Aunque Hosseini no decidió conscientemente evitar ese tema, expresó que se alegraba de haberse alejado de ese tema con el fin de mantener la historia fresca. Las luchas de los personajes fueron muy personales y sin relación con la agitación política en Afganistán. Hosseini añadió: "Espero que llegue un día en el que escribamos sobre Afganistán, en el que podamos hablar de Afganistán en un contexto al margen de las guerras y las luchas de los últimos 30 años. De alguna manera creo que este libro es un intento de hacer eso ".
El título se obtuvo a partir de un verso de Canción de la Enfermera, del poeta inglés William Blake: Y todas las colinas se hicieron eco En enero de 2013, Publishers Weekly anunció la fecha de publicación para el 21 de mayo de ese año, y Riverhead Books publicó un comentario, señalando que la novela trataba acerca de cómo nos amamos, cómo nos cuidamos unos a otros, y cómo las elecciones que hacemos resuenan a través de las generaciones. en primer lugar fue impreso en tapa dura, y las montañas hablaron estaba valorada en $ 28.95 en los Estados Unidos y £ 14.99 en el Reino Unido. Hosseini se trasladó en un viaje de cinco semanas a 41 ciudades en todo Estados Unidos para promover el libro. en octubre de 2013, se confirmaron los planes de traducir y las montañas hablaron a 40 idiomas, entre ellos Islandés y Malasia .

## Argumento
La novela comienza en el año 1952. Sabur, un pobre agricultor de la aldea ficticia de Shadbagh, decide vender sus hija de tres años, Pari, a una rica pareja sin hijos en Kabul. La elección devasta a su hijo de diez años, Abdullah, que había criado a Pari tras la muerte de su madre en el parto.
Los capítulos siguientes tratan sobre cómo había surgido esa decisión: en el capítulo dos, se relata la historia de la madrastra de los niños, Parwana. Esta había crecido como la hija menos favorecida, en contraste con su bella hermana melliza Masuma. Parwana era una jovencita tímida y sufría de baja autoestima, en comparación con su hermana Masuma, que era bella y además estaba dotada de una gran simpatía y encanto, algo que atraía a todos los jóvenes varones de la aldea. Ambas estaban enamoradas de un mismo jovencito, vecino de la aldea, Sabur, conocido entre sus amigos como un joven alegre dotado de una gran habilidad para contar cuentos. Pero este, para desgracia de Parwana, se había fijado en Masuma. Un día, en un destello de celos, mientras las dos chicas estaban sentadas en la rama de un alto árbol, Parwana salta a otra rama provocando que la rama donde su hermana estaba sentada se balancee y se termine de romper, cayendo ésta al suelo y quedando gravemente herida, hasta el punto de acabar sufriendo una paraplejía. Sabur se casa años después con otra jovencita (la madre de Abdulá y Pari). Parwana, posteriormente, pasó varios años cuidando a su hermana hasta que ésta le pidió que le ayudara a suicidarse para luego casarse con Sabur, luego que éste perdiera a su esposa en su segundo parto. 
Su hermano mayor, Nabi, se va a trabajar para el señor Suleimán Wahdati, un hombre rico en Kabul, y termina enamorándose platónicamente de su esposa, Nila, una mujer joven y bella, aunque de conducta poca ortodoxa para el Afganistán de la época. Nabi pronto se gana la amistad de su patrona Nila, y ésta le confía que desea conocer a la familia de éste. En ese viaje conoce a la familia de Nabi, a su hermana Parwana, embarazada de su segundo hijo (el primero había muerto poco antes a causa del frío del invierno), a su cuñado Sabur y a sus hijos Abdulá y Pari. Nila queda encantada con Pari, pero luego le expresa su desolación a Nabi por su incapacidad para tener hijos, por lo que éste les propone a Sabur y a Nila la venta de la niña Pari. Sabur, luego de tantas dudas, termina aceptando la oferta debido a la dura crisis económica que sufría, sabiendo además del invierno que se avecinaba y la venida de su nuevo hijo. Vendiendo a su hija Pari, el resto de la familia se sostendría un poco con el dinero obtenido y la niña tendría una mejor vida. Pero ni Sabur ni Abdulá superan esta pérdida. 
En los años siguientes, Abdulá se marcha de Afganistán. El Sr. Wahdati sufre un derrame cerebral, lo que indujo a Nila tomar a Pari y trasladarse a París, Francia. Nabi, al tiempo que asume el papel de cuidador principal de Suleimán Wahdati, encuentra una serie de cuadernos de bocetos en el armario de Wahdati, llenos de imágenes suyas extraídas antes del golpe. Nervioso por el descubrimiento de la aparente obsesión de su patrón con él, opta en un primer momento por marcharse, pero decide finalmente no hacerlo después de que él es incapaz de encontrar a alguien adecuado para hacerse cargo de él. Posteriormente Nabi pasa los siguientes 50 años trabajando para el señor Wahdati y lo ayuda a morir cuando ya no tiene posibilidades de curarse. Suleimán deja como heredero de su hogar y bienes a su fiel amigo Nabi.
Los vecinos de Wahdati, entre ellos los Bashiri, por su parte, se trasladan a los Estados Unidos con sus hijos después de la invasión soviética. Los primos Idris y Timur Bashiri regresan a Afganistán más de dos décadas después, en 2003, para reclamar la propiedad de su familia. Una vez allí, Timur monta un gran espectáculo, al distribuir públicamente dinero a los mendigos de la calle, mientras que en privado Idris apadrina económicamente a Roshi, una niña afgana que sufre de una horrible lesión y cuya familia había sido asesinada por su tío a machetazos. Idris al principio promete preparar a Roshi para someterse a las operaciones necesarias para su recuperación, pero se distancia de ella y de Afganistán al regresar a Estados Unidos. Varios años más tarde, Idris se encuentra con Roshi, cuando ésta está firmando en un acto público sus memorias, convertidas en un superventas mundial. La obra se la ha dedicado a su madre adoptiva, la enfermera Amra Ademovic, y a Timur Bashiri, que es quien al final había pagado su cirugía.
Nila, residente ahora en París, en donde es una poetisa sobresaliente, es infeliz gran parte de su vida, por lo que va tomando una serie de amantes. Allí, en Francia, empieza a referirse a Pari como su "castigo" y, conforme ésta va creciendo, siente cada vez más indiferencia hacia ella. Pari llega a tener un idilio con el amante de su madre, Julien, lo que provoca el distanciamiento definitivo entre ambas. Nila se suicida en 1974 después de haber dado una entrevista detallada sobre sus primeros años de vida. Pari sospecha que ella no es hija biológica de Nila y planea con su amiga Colette un viaje a Afganistán para explorar su herencia, pero lo pospone indefinidamente después de casarse con su compañero de estudios Eric y quedar embarazada. Después de tener tres hijos y tras quedar viuda a la edad de 48, Pari recibe una carta póstuma de Nabi en 2010, en la que se detallan las circunstancias de su adopción por los Wahdati.
Los últimos capítulos se centran en Adel, un niño que descubre que su padre es un criminal de guerra y que su casa está construida sobre los terrenos que anteriormente pertenecía a Sabur, y Markos, un médico voluntario griego en Afganistán y conocido de Nabi. En el capítulo final, narrado por la hija de Abdulá llamada Pari, Abdulá y Pari se reúnen en California. Sin embargo, él está sufriendo de la enfermedad de Alzheimer y es incapaz de recordarla.

## Personajes

### Personajes principales
- Abdulá: es un afgano que crece en el pueblo ficticio de Shadbagh. Desde pequeño, al morir su madre, se encarga de la crianza de su recién nacida hermana Pari. Ambos están estrechamente unidos. Después de la difícil elección de su padre de vender a su hermana menor a una pareja en Kabul, opta por emigrar de Afganistán, viaja a Pakistán y, finalmente, los Estados Unidos. Se casa con una afgana, Sultana. Abre un restaurante afgano allí con la ayuda de un joven empresario afgano, Timur Bashiri y tiene una hija, a la que nombra como su hermana, a quién no ha podido olvidar ni superar esa trágica separación. Tras la muerte de su esposa, Abdulá es diagnosticado con la enfermedad de Alzheimer y posteriormente es incapaz de recordar su hermana después de reencontrarse con ella.

- Pari Wahdati: es la hermana menor de Abdulá quien, a la edad de tres, es vendida por su padre al rico matrimonio Wahdati en Kabul. Ella y Abdulá son retratados como una relación extraordinariamente estrecha durante sus primeros años, aunque ella lo olvida, junto con el resto de su familia biológica después de su adopción. Ella pasa su adolescencia y la edad adulta en Francia tras el infarto de su padre adoptivo . En Francia durante su adolescencia, Pari tiene un idilio con el amante de su madre y luego de una pelea con ella se va a vivir con el por un tiempo. Pero más tarde terminan, luego del suicidio de Nila. Se casa con un maestro francés amigo de su amiga, Eric Lacombe con el que procrea tres hijos. finalmente, se da cuenta de su historia a través de una carta póstuma de su tío Nabi, que había arreglado para que ella fuera vendida como hija adoptiva a los Wahdati. Cuando ella finalmente se reúne con Abdulá, por medio de su sobrina Pari, descubre que su hermano es incapaz de recordarla por su enfermedad de Alzheimer.

- Nila Wahdati: es una joven mujer afgana conocida por su poesía cargada de sexualidad. Se casó con un adinerado hombre de negocios de Kabul, Suleimán Wahdati. De conducta relajada y moral disipada, su conducta reprochable fue socialmente minimizada casándola con el serio y correcto señor Wahdati. En algún momento antes del comienzo de la historia, fue aparentemente esterilizada mientras era sometida a un tratamiento por una enfermedad, y esto fue lo que la llevó a comprar a Pari como hija adoptiva. Descrita como inusualmente bella y descontenta, más tarde se traslada a París, después del accidente cerebrovascular de su marido y, finalmente, se suicida. Es un personaje lleno de ira, ambición, visión, fragilidad y profundo narcisismo.

- Nabi: es el hermano mayor de Parwana y Masuma . A pesar de ser " un personaje que se desliza por debajo de la nota de muchos de los personajes más resonantes de la novela", él organiza el evento, que sirve como la trama principal de la historia: la adopción de Pari . Después de ser contratado como chófer y cocinero para Suleimán Wahdati, él se enamora de la inmadura Nila y organiza que Pari sea vendida a ellos con la vaga esperanza de que ella se fije en él y se convierta en su amante.  Tras el esposo de Nila sufre un derrame cerebral y Nila sale para París, se da cuenta de que él había sido tonto por pensar así y se convierte en el cuidador principal de su patrón inválido, el cual estaba enamorado castamente de él.

- Idris Bashiri: médico afgano-estadounidense. Emigró con su familia cuando era niño alrededor de 1959. El y su primo Timur eran vecinos de la familia Wahdati. Es amigo cercano de la familia de Abdulá en Estados Unidos. Esposo de Nahil y padre Zabi y Lemar. En 2003 él acompaña a su primo Timur por órdenes del padre de éste a reclamar la propiedad en Afganistán en donde habían vivido. Idris visita el Wazir Akbar Khan, un hospital en Kabul que está en pésimas condiciones debido a la precaria situación de las guerras y el casi nulo apoyo que recibe del exterior, en donde conoce a Amra, una enfermera bosnia y a Roshi, una niña que ha sufrido múltiples heridas que la han desfigurado causadas por una riña familiar. Se compadece de ella y emotivamente le promete a la niña y a la enfermera que moverá cielo y tierra para que le hagan la operación que necesita en el exterior, pero al regresar a América, termina dejar por olvidada la promesa en parte debido a la fuerza de carácter de él por presionar a diferentes lugares para que lo ayuden. Al final, es Timur quien sale luciéndose con la ayuda que brindó a Roshi al pagarle los gastos médicos, dejando como siempre a Idris otra vez con el sentimiento de vergüenza por no tener la misma valentía de su primo.

- Markos Varvaris: Nacido en 1955. Es un cirujano plástico nativo de la isla griega de Tinos. Hijo de Odelia Varvaris, una maestra de carácter fuerte. Su mejor amiga de la infancia, Thalía, sufrió una desfiguración facial grave tras ser atacado por un perro y de someterse a una cirugía fallida. Esto motiva a Markos para convertirse en un cirujano y años después trabaja como médico voluntario en varios países en desarrollo, entre ellos Afganistán. Es íntimo amigo de Nabi y es la mansión Wahdati donde el doctor se queda a vivir.

- Amra Ademovic:  es enfermera bosnia que trabaja en un hospital en Afganistán después de la caída de los talibanes . Ella cuida y más tarde adopta a Roshi, una huérfana afgana herida de gravedad. Amra, según Hosseini, fue creada para representar a los trabajadores de ayuda extranjeros que sirven en Afganistán. Ella ha visto la humanidad en su peor momento, después de haber trabajado en zonas de guerra la mayor parte de su carrera, y sin embargo ella ha conservado una gran capacidad para la compasión y la misericordia. Ella es también muy elegante de la calle, ferozmente inteligente y brutalmente honesta”.

- Adel:  es el hijo de un criminal de guerra rico que ha convertido a Shadbagh en " Shadbagh -e- Nau " o " Nueva Shadbagh ". Adel crece en una mansión aislada con la creencia de que su padre es un héroe, dando testimonio de él que dona dinero y financia la construcción de escuelas . Cuando descubre la verdad de su padre a través del hijo de Ibal, Gholam, él se decepciona y guarda rencor profundamente a su padre, pero luego es consciente de que con el tiempo esa verdad sería gradual, casi imperceptible, y terminaría aceptando esa nueva identidad.

### Familia de Abdulá
- Sabur: Aldeano de Shadbag. De niño era toda una maravilla contando historias extraordinarias y esbozaba una alegría e imaginación sin fin. Es el padre de Abdulá y Pari con su primera esposa, y de Iqbal con su segunda esposa. Debido a la vida precaria en la que tuvo que vivir, conforme pasaron los años cambió de actitud, no sin olvidar de vez en cuando las historias mágicas que compartía con sus primeros dos hijos. No supera la pérdida de Pari, a quien tuvo que vender para darle de comer a su familia. Muere trabajando en su pequeña parcela.
- Parwana: es la madrastra de Abdulá y Pari . Creció en Shadbagh con su hermano, Nabi, y hermana gemela, Masuma. Parwana es una muchacha poco favorecida durante la mayor parte de su vida, en oposición a la extraordinaria belleza de Masuma. Esto a la larga se traduce en una conmovedora historia de un doble plano cuyo único acto de venganza, el de empujar a su hermana desde un árbol, da como resultado una carga moral que dura toda la vida”. [14] El accidente de Masuma la deja paralizada, dejando a Parwana torturada por la culpa y obligada a cuidar de ella desde entonces. [14 ] Después de varios años, Masuma convence a Parwana de dejarla morir en el desierto para casarse con Sabur, el padre de Abdulá y de Pari. Madre de Omar (fallecido a las pocas semanas de nacer) y de Iqbal.
- Iqbal: el tercer hijo de Sabur y segundo de Parwana. Iqbal crece en Shadbag, y años más tarde debido a la invasión soviética deja Afganistán con su hermano Abdulá y su madre Parwana para trasladarse a Pakistán. Allí se separan y hacen sus vidas por separado. Padre de Gholam.  Regresa con su familia en 2009 a Afganistán con el fin de recuperar la tierra en donde había nacido, pero descubre que ha sido robada por un veterano criminal de guerra millonario. Es asesinado por el propietario de esta tierra en circunstancias misteriosas.
- Masuma: hermana melliza de Parwana. Muy bella y simpática. Era el centro de atención de la aldea lo que hacía a su hermana sentirse inferior a ella, ya que no era tan bonita como ella. En la adolescencia ella estaba enamorada de Sabur uno de los niños de la aldea, y todo parece indicar que al también le gustaba Masuma. Pero en un ataque sin pensar de celos, Parwana sin medir los efectos balancea a propósito la rama en la que ambas estaban sentadas lo que provoca que Masuma caiga de espalda y termine paralítica. Parwana se hace cargo de ella en parte por la carga de conciencia, pero unos años más tarde Masuma persuade a su hermana para que la deje abandonada en el desierto y ella pueda hacer su vida con Sabur, cosa a la que finalmente Parwana con dolor accede.
- Sultana: Esposa de Abdulá. Se conocieron en Pakistán y luego emigraron a Estados Unidos en donde tuvieron a una hija. Ambos son propietarios de un pequeño restaurante de comida afgana, en donde ella es la cocinera. Es una mujer muy amable, comprensiva y alegre. Fallece de cáncer en los ovarios.
- Pari: Nacida en Estados Unidos en 1982. Es la hija de Abdulá y Sultana. De niña crece con las historias de Abdulá y de cómo él perdió a su hermana, suceso que la hace prometerse que algún día encontraría a la hermanita de su padre y se la llevaría a él para que el fuera feliz. Es su única hija, por lo que Abdulá la sobreprotege. En la adolescencia Pari comienza a sentir esa sobreprotección como una barrera para relacionarse con los demás, pero no es capaz de reprocharle en gran medida la frustración que siente a su padre. Gana una beca para estudiar en la escuela de bellas artes pero finalmente no la toma al darse cuenta del cáncer de su mamá, y años después por el temor de dejar a su padre solo, rompe con su prometido, Neal. Pari, la hija de Abdulá es una joven muy comprensiva y generosa que finalmente terminan anteponiendo las situaciones de los demás a las de ella. Finalmente es ella quien une a su tía Pari con Abdulá, en la vejez de ellos.
- Gholam: hijo de Iqbal, nieto de Parwana y Sabur, y sobrino de Abdulá y Pari. Se hace amigo de Adel el hijo de un criminal de guerra que se ha apropiado arbitrariamente de las tierras de la familia de Iqbal y Abdulá luego de la caída de los talibanes. El termina abriendo los ojos de Adel a quien muestra la verdadera identidad del supuesto generoso y compasivo hombre que es su padre.

### Familia de Pari Wahdati y cercanos
- Suleimán Wahdati: hombre rico de Kabul, amante de la pintura. Padre adoptivo de Pari, a quien quiere mucho. Es reservado, respetuoso y moral. Patrón de Nabi y Zahid. Sorprende a Nabi cuando pide en matrimonio a Nila, una mujer de veinte años en ese entonces y un poco joven para él, aparte de ser una mujer con una conducta bastante diferente a la del señor Wahdati. En 1955 sufre un derrame cerebral que lo deja paralizado, y en ese mismo año su esposa lo abandona llevándose consigo a su hija. Nabi se queda cuidando de él hasta su muerte en el 2000. A pesar de que el señor Wahdati estaba secretamente enamorado de Nabi y luego que este lo descubriera, ambos vivieron juntos como buenos amigos.
- Eric Lacombe: Es un maestro de Artes en París. Esposo de Pari y padre de Isabelle, Alain y Thierry. Es un hombre culto, cariñoso, respetuoso e íntegro. Se casa con Pari en 1977 y viven estable y armoniosamente hasta la muerte de éste en 1997, debido a un tercer ataque al corazón.
- Julien: Maestro y Economista de Francia. Amante de Nila durante la adolescencia de Pari, y unos años más tarde amante de Pari, quien se va a vivir con él para disgusto de su madre. Se describe como un hombre apuesto, pícaro de ojos, sensual para hablar y muy elegante, de edad más o menos a la de Nila y por tanto unos veinte años mayor que Pari aproximadamente.
- Collete: mejor amiga de Pari. Es muy cruda para expresarse, cosa que casi siempre hace sonrojar a Pari. Es ella quien termina uniendo a Pari con su amigo Eric. Esposa de Didier.
- Isabelle Lacombe: Primogénita de Pari y Eric. Nacida en 1978. Inteligente y considerada. Es apasionada de la música y años más tarde se convierte en compositora musical. Esposa de Albert, un jefe de cocina de un importante restaurante.
- Alain Lacombe: Nacido en 1981. Es el segundo hijo de Eric y Pari. Joven extremadamente simpático, de complexión baja y delgada que se ve contrastada con la gran confianza que tiene de sí. Ya adulto se va a vivir a Madrid en donde trabaja como asesor financiero. Tiene una esposa llamada Ana y cinco hijos.
- Thierry Lacombe: Nacido en 1983, es el tercer y último hijo de Eric y Pari. No es muy cercano a su familia, y al parecer rompe contacto con su madre y con el único miembro de l familia con quien mantiene contacto luego de emigrar a África como voluntario es con su hermana mayor Isabelle. Al final de la novela se reúne con su madre gracias a que ella les presentará a toda su familia a la hija de su hermano de quien la separaron cuando era pequeña.

### Familia de Idris Bashiri
- Timur Bashiri: Empresario de autos. Muy apuesto pícaro, mujeriego y encantador. Es el primo de Idris. Él financió la apertura del Abe Kebab’s House, el restaurante de Abdulá. Aunque es muy generoso, tiene el defecto de alardear sobre las buenas obras que hace, cosa que molesta en particular a Idris que es más discreto. A pesar de tener esposa e hijos, es muy descarado ingenuamente en contarle sus infidelidades a su primo. El financia la operación de Roshi.
- Nahil Bashiri: Esposa de Idris. Abogada de profesión. Durante sus años de estudio apadrinó a un niño colombiano sin decir nada a nadie, ni a su esposo Idris, quien se entera años más tarde. Es la confidente de su marido y es muy trabajadora. Tiene dos niños, Zabi y Lemar.
- Zabi Bashiri: : hijo de Idris y Nahil. Le encanta el fútbol, y pertenece a un equipo de fútbol estudiantil.
- Lemar Bahiri:  hijo de Idris y Nahil. Es amante de la música.
- Roshana “Roshi” Ademovic: Niña afgana. Sufrió múltiples lesiones graves con un hacha por parte de su tío paterno a causa de una disputa de él con su padre por una herencia en la que terminó asesinada toda la familia de ella. En el hospital conoce a Idris a quien llama cariñosamente tío y se encariña de él durante la breve estancia de éste en Kabul. Él le promete que pagará la operación que ella necesita pero finalmente ella reconoce que esas son solo promesas vanas. Recibe la financiación de sus operaciones por parte de Timu, el primo de éste, y seis años más tarde ella publica un libro en donde relata su vida. El libro se lo dedica a Amra Ademovic, la enfermera que la adopta como su hija y a Timur, quienes salvaron su vida. Idris va a ver a Roshi durante la exhibición del libro para pedir autógrafos, con la idea de hablar o pedir perdion a ella, pero ella sutilmente con la expresión aparente de no recordarlo le escribe dos frases en vez de firma: No te preocupes. Tú no apareces.

### Familia de Markos Varvaris
- Odelia Varvaris: Madre de Markos. Maestra de profesión. Perdió a su esposo cuando éste murió unos meses antes que su hijo naciera, y con quien llevaba apenas un año de casada. Por lo que esto influye en su fuerte y decisivo carácter de proteger a los suyos. Mejor amiga de la infancia de Madaline. Se separaron en 1952 cuando esa se fue de la isla para sobresalir como actriz y vuelven a encontrase en 1967 cuando ésta va a vivir con ella y con su hija Thalia por unos meses.
- Thalia: Hija de Madaline. De la edad de Markos. Se conocen en 1967, cuando ella y su madre se van a vivir a la casa de Odie, su madre. Thalia tiene la cara desfigurada debido a que Apollo, el perro de Dorian, el amante de su madre,  le desgarrara el rostro cuando ella tenía cinco años, y luego de someterse a una operación que resultó fallida. Es de carácter tosco y fuerte, cosa que la ayuda a sobrevivir en el mundo que la rodea. Es una talentosa inventora y mecánica, que no logra sobresalir más allá de lo profesional debido al daño facial. Madaline la abandona en casa de Odie, pero ella no siente la falta de su madre ya que siente que ese poco vacío lo llena de más Odie, quien le da seguridad y confianza.
- Madaline Gianakos: Nacida en 1935. Cuando tenía 17 años se separó de su inseparable amiga Odie para dedicarse a la actuación pero 15 años más tarde regresa a ella con una hija. Es muy cariñosa guapa y bastante hablantina. También odie la describe como alguien narcisista que solo piensa en ella y que se avergüenza de tener una hija con un defecto bien notorio. Deja a su hija con Odie y años más tarde Markos lee en una revista sobre la muerte de ella. “Una actriz de teatro que se dedicó a la beneficencia”, en donde claramente se da a conocer que ella nunca mencionó en ningún momento que tuviera una hija.
- Dorian: Primer marido de la madre de Thalia. Durante un tipo vivieron juntos. Él era borracho y muy descuidado y en fue en esas circunstancias que debido a un descuido, el perro de él mordió a Thalia.
- Andreas Gianakos: Segundo esposo de Madaline. Productor de cine y dueño de una constructora. Partidario derechista. Es el único hombre que se ganó el afecto de Thalia, a quien ella consideraba el único padre que ella había tenido.

## Recepción
Marcela Valdés, del Washington Post, expresó: es difícil hacer justicia a una novela tan rica con un pequeño comentario. Hay una docena de cosas que todavía quiero decir - sobre los pares de rimas de los personajes, las situaciones de eco, la variadas maneras de reflejar la honestidad, la soledad, la belleza y la pobreza, la transformación de las emociones en dolencias físicas. En lugar de tratar de todo esto, voy a añadir lo siguiente: enviad a Hosseini a la lista de superventas de nuevo.
La estructura del libro atrajo reacciones mixtas. Así, Kim Hughs, del Toronto Star, afirmó que la característica más definitoria de la novela es su vanidad más exasperante. Esta crítica literaria pensaba que Pari estaba destinada a ser la protagonista de la historia, pero el cambio de enfoque en las numerosas otras personalidades dejó un chirrido a través del desorden.
Arifa Akbar, de The Independent, señaló: Los puntos cambiantes de vista y los saltos en el tiempo se confunden y se limitan, dejando caracteres bien definidos pero carentes de profundidad. Las décadas galopan a través de ella y es como si la historia de estas vidas interconectadas, una cruzada generacional simplemente sigue haciendo eco del crimen original de Abdulá y la separación de Pari."
Michiko Kakutani, de The New York Times, pensó que la novela, contada en forma de relatos breves, se había sabido narrar de manera acertada y añadió: la nueva novela de Khaled Hosseini pueden tener el título más torpe en el conjunto de sus obras, pero es su historia más segura y apasionante emocionalmente, más fluida y ambiciosa que Cometas en el cielo (2003), más narrativa y compleja que Mil soles espéndidos (2007)." Kamal estuvo de acuerdo, diciendo que la estructura era exquisitas. Sherine el Banhawy, de Scoop Empire, añadió que el enfoque en múltiples personajes permitió a los lectores obtener una mejor comprensión de la diversidad de la cultura afgana. 